# TDK
TDK Corporation eller TDK (株式会社) er en japansk multinational producent af elektroniske komponenter og datalagringsmedier. Virksomhedens motto er "Contribute to culture and industry through creativity".
"TDK" er en forkortelse for: Tokyo Denki Kagaku Kōgyō K.K. (Tokyo Electric Chemical Industry Co., Ltd.).